# Kolarstwo na Igrzyskach Wspólnoty Narodów 2014
Kolarstwo na Igrzyskach Wspólnoty Narodów 2014 – jedna z dyscyplin podczas Igrzysk Wspólnoty Narodów 2014 w Glasgow. Zostały rozegrane 23 konkurencje w trzech dyscyplinach kolarskich, z czego cztery w kolarstwie torowym były przeznaczone dla osób niepełnosprawnych.

## Tabela medalowa
| Poz. | Państwo           |   |   |   | Razem |
| ---- | ----------------- | - | - | - | ----- |
| 1.   | Australia         | 7 | 9 | 8 | 24    |
| 2.   | Anglia            | 6 | 5 | 3 | 14    |
| 3.   | Nowa Zelandia     | 6 | 4 | 5 | 15    |
| 4.   | Szkocja           | 2 | 2 | 1 | 5     |
| 5.   | Walia             | 1 | 1 | 3 | 5     |
| 6.   | Kanada            | 1 | 1 | 1 | 3     |
| 7.   | Wyspa Man         | 0 | 1 | 0 | 1     |
| 8.   | Malezja           | 0 | 0 | 1 | 1     |
| 8.   | Południowa Afryka | 0 | 0 | 1 | 1     |

## Rezultaty

### Kolarstwo szosowe

#### Kobiety
| Konkurencja                | Złoto                | Czas     | Srebro      | Czas     | Brąz             | Czas     |
| Jazda indywidualna na czas | Linda Villumsen      | 42:25,46 | Emma Pooley | 42:31,49 | Katrin Garfoot   | 43:13,91 |
| Wyścig ze startu wspólnego | Elizabeth Armitstead | 40:05,20 | Emma Pooley | 40:38,55 | Ashleigh Moolman | 41:25,27 |

#### Mężczyźni
| Konkurencja                | Złoto          | Czas     | Srebro       | Czas     | Brąz           | Czas     |
| Jazda indywidualna na czas | Alex Dowsett   | 47:41,78 | Rohan Dennis | 47:51,08 | Geraint Thomas | 47:55,82 |
| Wyścig ze startu wspólnego | Geraint Thomas | 4:13:05  | Jack Bauer   | 4:14:26  | Scott Thwaites | 4:14:26  |

### Kolarstwo torowe

#### Kobiety
| Konkurencja           | Złoto             | Srebro            | Brąz            |
| Sprint                | Stephanie Morton  | Anna Meares       | Jessica Varnish |
| 500 m                 | Anna Meares       | Stephanie Morton  | Jessica Varnish |
| Wyścig punktowy       | Laura Trott       | Elinor Barker     | Katie Archibald |
| Wyścig na dochodzenie | Joanna Rowsell    | Annette Edmondson | Amy Cure        |
| Scratch               | Annette Edmondson | Amy Cure          | Elinor Barker   |

#### Mężczyźni
| Konkurencja                     | Złoto                                                                  | Srebro                                                                 | Brąz                                                                      |
| Sprint                          | Sam Webster                                                            | Jason Kenny                                                            | Edward Dawkins                                                            |
| Sprint drużynowy                | Nowa Zelandia Edward Dawkins · Ethan Mitchell · Sam Webster            | Anglia Philip Hindes · Jason Kenny · Kian Emadi                        | Australia Matthew Glaetzer · Nathan Hart · Shane Perkins                  |
| Keirin                          | Matthew Glaetzer                                                       | Sam Webster                                                            | Azizulhasni Awang                                                         |
| 1000 m                          | Scott Sunderland                                                       | Simon van Velthooven                                                   | Matt Archibald                                                            |
| Wyścig punktowy                 | Thomas Scully                                                          | Peter Kennaugh                                                         | Aaron Gate                                                                |
| Wyścig na dochodzenie           | Jack Bobridge                                                          | Alex Edmondson                                                         | Marc Ryan                                                                 |
| Wyścig drużynowy na dochodzenie | Australia Jack Bobridge · Luke Davison · Alex Edmondson · Glenn O'Shea | Anglia Steven Burke · Edward Clancy · Andrew Tennant · Bradley Wiggins | Nowa Zelandia Shane Archbold · Pieter Bulling · Marc Ryan · Dylan Kennett |
| Scratch                         | Shane Archbold                                                         | Glenn O'Shea                                                           | Rémi Pelletier-Roy                                                        |

### Kolarstwo górskie

#### Kobiety
| Konkurencja   | Złoto             | Czas    | Srebro      | Czas    | Brąz              | Czas    |
| Cross-country | Catharine Pendrel | 1:39:29 | Emily Batty | 1:40:39 | Rebecca Henderson | 1:40:51 |

#### Mężczyźni
| Konkurencja   | Złoto        | Czas    | Srebro      | Czas    | Brąz             | Czas    |
| Cross-country | Anton Cooper | 1:38:26 | Samuel Gaze | 1:38:29 | Daniel McConnell | 1:38:36 |

### Parakolarstwo torowe

#### Kobiety
| Konkurencja      | Złoto                                            | Srebro                                         | Brąz                                                   |
| Sprint tandemowy | Australia Sophie Thornhill · Helen Scott (pilot) | Szkocja Aileen McGlynn · Louise Haston (pilot) | Australia Brandie O'Connor · Breanna Hargreave (pilot) |
| 1000 m tandemów  | Australia Sophie Thornhill · Helen Scott (pilot) | Szkocja Aileen McGlynn · Louise Haston (pilot) | Australia Brandie O'Connor · Breanna Hargreave (pilot) |

#### Mężczyźni
| Konkurencja      | Złoto                                       | Srebro                                         | Brąz                                           |
| Sprint tandemowy | Szkocja Neil Fachie · Craig MacLean (pilot) | Australia Kieran Modra · Jason Niblett (pilot) | Australia Paul Kennedy · Thomas Clarke (pilot) |
| 1000 m tandemów  | Szkocja Neil Fachie · Craig MacLean (pilot) | Australia Kieran Modra · Jason Niblett (pilot) | Walia Matt Ellis · Ieuan Williams (pilot)      |